# I’m on Fire
«I’m on Fire» — песня американского рок-певца Брюса Спрингстина, вышедшая 6 февраля 1985 года в качестве 4-го сингла с седьмого студийного альбома Брюса Born in the U.S.A. (1984).
Сингл достиг шестого места в хит-параде США Billboard Hot 100 и первого в Бельгии и Нидерландах. Видеоклип на церемонии MTV Music Video Awards получил награду в категории Лучшее мужское видео.

## История
Релиз сингла состоялся 6 февраля 1985 года.

## Чарты
| Чарт (1985—1986)                                            | Высшая позиция |
| ----------------------------------------------------------- | -------------- |
| Australia (Kent Music Report)                               | 12             |
| Австрия (Ö3 Austria Top 40)                                 | 10             |
| Бельгия/Фландрия (Ultratop 50)                              | 1              |
| Канада (RPM Top Singles)                                    | 12             |
| Канада (RPM Adult Contemporary)                             | 18             |
| Europe (European Hot 100 Singles) with "Born in the U.S.A." | 5              |
| Finland (Suomen virallinen lista)                           | 9              |
| Ирландия (IRMA) · with "Born in the U.S.A."                 | 1              |
| Italy (Musica e Dischi)                                     | 13             |
| Нидерланды (Dutch Top 40)                                   | 1              |
| Нидерланды (Single Top 100)                                 | 1              |
| Новая Зеландия (Recorded Music NZ)                          | 10             |
| Швеция (Sverigetopplistan)                                  | 20             |
| Швейцария (Schweizer Hitparade)                             | 15             |
| Великобритания (OCC UK Singles) · with "Born in the U.S.A." | 5              |
| США (Billboard Hot 100)                                     | 6              |
| США (Billboard Adult Contemporary)                          | 6              |
| US Cash Box Hot 100                                         | 8              |
| ФРГ (GfK)                                                   | 16             |

| Чарт (1985)                           | Позиция |
| ------------------------------------- | ------- |
| Australia (Kent Music Report)         | 86      |
| Belgium (Ultratop)                    | 25      |
| Canada Top Singles (RPM)              | 90      |
| Netherlands (Dutch Top 40)            | 13      |
| Netherlands (Single Top 100)          | 9       |
| US Billboard Hot 100                  | 82      |
| US Adult Contemporary (Billboard)     | 42      |
| West Germany (Official German Charts) | 60      |

## Сертификации и продажи
| Регион                                                                      | Сертификация  | Продажи   |
| --------------------------------------------------------------------------- | ------------- | --------- |
| Дания (IFPI Danmark)                                                        | Платиновый    | 90 000    |
| Германия (BVMI)                                                             | Золотой       | 250 000   |
| Италия (FIMI)                                                               | Платиновый    | 100 000   |
| Испания (PROMUSICAE)                                                        | Золотой       | 30 000    |
| Великобритания (BPI)                                                        | Платиновый    | 600 000   |
| США (RIAA)                                                                  | 2× Платиновый | 2 000 000 |
| Данные о продажах + прослушиваниях приведены только на основе сертификации. |               |           |

## Награды
| Год  | Награда                | Категория                               | Результат |
| ---- | ---------------------- | --------------------------------------- | --------- |
| 1985 | MTV Music Video Awards | Лучшее мужское видео (за «I’m On Fire») | Победа    |

## Кавер-версии
- Американская синтипоп-группа Chromatics записала кавер-версию этой песни в 2007 году, включив её на вторую сторону (B-side) своего сингла «In the City»[35][36]
- Американский автор-исполнитель из Нью-Йорка Swati записал кавер-версию для своего альбома 2007 года Small Gods[37]
- Американский кантри-музыкант Кенни Чесни включил кавер песни в качестве бонусного трека в свой альбом 2004 года When the Sun Goes Down.
- Уэйлон Дженнингс включил кавер-версию песни в свой альбом Sweet Mother Texas.
- Канадская джазовая певица Софи Милмэн включила кавер в её альбом 2009 года Take Love Easy.
- Джон Мейер включил кавер-версию песни в свой альбом 2009 года, Battle Studies. (в качестве эксклюзивного iTunes-бонусного трека.)
- Группа The Finches записал акапелла версию в 2011 году[38]
- Группа Big Country включила свой концертный ввариант песни в их альбом 1996 года Eclectic.
- Певица Тори Эймос записала концертную кавер-версию песни, которую выпустила для телевидения и на CD-реелизе VH1 Crossroads в 1996 году.
- Сара Бареллис исполнила кавер песни в апреле 2009 года, когда она выступала в Нью-Йорке во время шоу на Joe’s Pub в период её тура Gravity tour[39]
- Американские рок-музыканты Ben Harper и Дженнифер Неттлз (участница группы «Sugarland») исполнили песню в 2009 году на концерте Kennedy Center Honors[40]
- Канадская инди-рок группа Born Ruffians исполнила кавер песни на концерте The Loft At UCSD в дату 20 сентября 2010 года, а их фронтмен Luke Lalonde также исполнил её для журнала The Fader[41]
- Канадская группа Tegan and Sara включила свою версию песни в несколько своих выступлений во время туров 2012 и 2013 годов[42]